# 西尾忠成
西尾 忠成（にしお ただなり）は、駿河田中藩の第2代藩主、後に信濃小諸藩主、遠江横須賀藩初代藩主。横須賀藩西尾家4代。絵画に秀でた文化人であった。

## 生涯

### 田中藩主
承応2年（1653年）、田中藩の初代藩主西尾忠昭の長男として生まれる。承応3年（1654年）に父が死去したため、家督を継ぐ。このとき、忠成が幼少のため幕命により叔父の忠知に後見役が命じられ、かつ5000石を分与したため2万石の大名となった。寛文元年（1661年）3月8日初めて将軍徳川家綱に御目見し、寛文7年12月28日（1668年）に従五位下、隠岐守に叙任される。
延宝3年（1675年）に忠知が死去したため、5000石が幕府より還付され、再び2万5000石の大名となる。延宝7年（1679年）9月6日、信濃小諸に移封された。

### 小諸藩主
小諸藩では、前藩主である酒井忠能の失政を改めるべく努力したが、3年後の天和2年（1682年）3月9日、遠江横須賀に移封された。

### 横須賀藩主
天和2年（1682年）、幕府より遠江国見付宿での朝鮮通信使の饗応役を命じられている。
横須賀藩では、城下町を近世的に整備するなどしたが、宝永4年（1707年）の宝永地震で横須賀湊が塞がるなど、災難も重なった。正徳3年（1713年）7月23日、四男の西尾忠尚に家督を譲って隠居し、同年10月13日に江戸外桜田において死去。享年61。

## 系譜
父母
- 西尾忠昭（父）
- 松平伊昌の娘（母）

正室
- 丹羽光重の娘

側室
- 小沢氏
- 小畠氏

子女
- 西尾忠尚（四男）生母は小沢氏（側室）
- 酒井忠告（五男）生母は小畠氏（側室）